# Triple cruïlla de la Reina Charlotte

l·lustració de la Zona de Subducció de Cascàdia (línia vermella). Esquema de plaques: Juan de Fuca, Pacífic i Nord-amèrica. El punt de confluència de les tres plaques, situat a l'oest de l'illa de Vancouver, és on està situada la triple cruïlla de la Reina Charlotte.

La triple cruïlla de la Reina Charlotte és una triple cruïlla on es troben tres plaques tectòniques: la placa pacífica, la placa nord-americana i la placa de l'Explorador.
A la intersecció dels seus límits es produeix:
- la falla de la Reina Charlotte, s'estén a més de 1.200 quilòmetres des de la costa de l'illa de Vancouver (Canadà), fins a la serralada Fairweather, al sud-est d'Alaska. Té una forta sismicitat i separa la placa del Pacífic de la placa Nord-americana.[2]
- la zona de subducció de Cascadia, discorre gairebé paral·lela a la costa, on es produeix la subducció de l'escorça oceànica sota la continental.[3]
- la dorsal de l'Explorador és una dorsal oceànica i límit divergent de plaques tectòniques situada 241 km a l'oest de l'Illa de Vancouver, manté una activitat hidrotermal constant i és sísmicament activa.[4]

## Localització
La triple cruïlla de la Reina Charlotte s'ubica actualment al costat de la fossa-badia de Queen Charlotte i dels monts marins de Dellwood, davant de la costa oest de l'illa de Vancouver. Abans (10 Ma a 1,5 Ma), es localitzava al sud-oest de l'illa. Els moviments de la triple cruïlla s'han caracteritzat pels canvis tectònics importants de les plaques terciàries Pacífic-Nord-amèrica.
La regió està marcada per la tectònica de micro-plaques que evolucionen ràpidament i on s'hi produeixen abundants fenòmens sísmics.